# Виноградов Костянтин Миколайович
Костянтин Миколайович Виноградов (рос. Виноградов, Константин Николаевич; 1847, село Чамерово, Вес'єгонський повіт, Тверська губернія, Російська імперія — 1906) — російський патологоанатом, військовий лікар, відомий першим виявленням у людей збудника опісторхозу — котячого двовустеця Opisthorchis felineus.

## Біографія
Народився в сім'ї священника Миколи Сергійовича та Ганни Матвіївни Виноградових. Костянтин мав 2-х братів, один з яких прийняв постриг, а другий став чиновником.
Навчався у Тверській духовній семінарії, надалі в Імператорській медико-хірургічній академії в Санкт-Петербурзі, яку закінчив у 1870 році. У 1873 році там захистив дисертацію на ступінь доктора медицини, яка мала назву «Матеріали для патологічної анатомії сапа та сибірки».
Працював прозектором в Уяздовському військовому госпіталі у Варшаві і в Миколаївському військовому госпіталі в Санкт-Петербурзі. З 1874 року — приват-доцент кафедри патологічної анатомії у Військово-медичній академії. Під час Російсько-турецької війни 1877—1878 років служив лікарем і прозектором у Сістове (Болгарія). З 1881 по 1890 рік — прозектор при клініці Вілліє, з 1886 до 1890 року одночасно — прозектор міської Обухівської лікарні.
У 1890 році він організував і став першим завідувачем кафедри патологічної анатомії Томського університету, де вперше в світі знайшов Opisthorchis felineus у померлих людей. Упродовж 1892—1901 років навчався у Військово-медичній академії. У 1900 році обрано академіком Імператорської академії наук. 
Брав участь в експедиціях по боротьбі з епідеміями сибірки в районі річки Шексни і чуми в Астрахані (1899-1901 роки). У 1901 році вийшов у відставку з військової служби, проте продовжував працювати, у 1905 році обраний прозектором Санкт-Петербурзької міської дитячої лікарні. 
Під його керівництвом проведен близько 130 досліджень, опублікованих його учнями переважно як дисертації на здобуття наукового ступеня доктора медицини.

## Основні наукові твори
- «Гнойное воспаление мягкой оболочки головного и спинного мозга» («Медицинский Вестник», 1877),
- «О гангрене, осложняющей сыпной тиф» («Медицинский Вестник», 1878),
- «К вопросу о значении селезёнки в организме» («Врач», 1883 и «Centralblatt für die medicinische Wissenschaften», 1882),
- «Актиномикоз у человека» («Русская Медицина», 1885),
- «О дезинфекции контагия сибирской язвы» (совместно с проф. В. Е. Воронцовым и прив.-доц. Н. В. Колесниковым, «Архив ветеринарных наук», 1889),
- «Практический курс общей патологической гистологии» (выпуск I, СПб., 1900),
- «По поводу бактериологического метода при диагнозе инфекционных болезней» («Русская Хирургия», 1902).